# Maria Occhipinti
Maria Occhipinti, née à Raguse le 29 juillet 1921 et morte à Rome le 20 aout 1996, est une anarchiste et une écrivaine italienne.

## Biographie
Maria Occhipinti a seulement été scolarisé trois années avant de suivre une formation de couturière. Elle s'est mariée à 17 ans. Son mari est mobilisé peu de temps après leur mariage. Elle s'implique dans les luttes sociales et rejoint le parti communiste italien.
Après le débarquement américain en Sicile, elle est l'une des dirigeantes du mouvement anarcho-antimilitariste Non si parte!  de Raguse, contre les enrôlements forcés dans l'armée italienne voulue par le gouvernement de Ivanoe Bonomi. A Raguse, le 4 janvier 1945, enceinte de 5 mois, elle se couche sur la route pour bloquer le véhicule sur lequel sont transportées les recrues. Son geste déclenche une insurrection, l'armée italienne tirant sur la foule, tuant un garçon et un sacristain. La révolte dure 4 jours et est finalement réprimée dans le sang par l'armée. La révolte des "Non si parte" s'est également étendue à Comiso, Modica et Vittoria.
Maria est arrêtée, ainsi qu'un grand nombre de ses concitoyens, et jugée comme instigatrice de l'émeute. Elle est la seule femme à être condamnée. Au début, elle est enfermée à Ustica où elle accouche puis elle est transférée pour deux ans à la prison des religieuses bénédictines de Palerme.
Après avoir purgé sa peine, condamnée par sa famille et le parti communiste italien, elle quitte Raguse avec sa fille.
Elle voyage et s'installe d'abord à Naples, puis Ravenne, Sanremo, Rome et Milan. Elle part  ensuite en Suisse où elle écrit son autobiographie, Una donna di Ragusa, publiée en 1957. Una donna di Ragusa a trois éditions publiées en Italie, deux en Suède et  une en France en 1980. Le livre reçoit le prix Brancati en 1976. Un résumé parait dans l'édition de juillet 1960 des Temps Modernes de Jean-Paul Sartre et Simone de Beauvoir.
Elle voyage dans divers pays étrangers dont le Maroc, la France, le Canada et les États-Unis, avant de revenir s'installer à Rome en 1973.
Là, elle écrit des études sociologiques, mettant en lumière l'exploitation des travailleurs. Elle collabore avec les milieux anarchistes romains. Elle prononce son dernier discours public en 1987 à Comiso contre l'installation de missiles  par l'armée Américaine.

## Postérité
Dans son œuvre posthume, Una donna libera, elle résume sa vie depuis son départ de Sicile. Ce livre est l'autobiographie d'une femme libre se battant pour les droits humains fondamentaux. Maria Occhipinti devient au XXIe siècle un modèle à suivre.
En 2013, un documentaire Con quella faccia da straniera. Il viaggio di Maria Occhipinti de Luca Scivoletto est consacré à sa vie, avec la participation de sa fille Marilena et de sa sœur Rosa. Le documentaire est présenté en première internationale au Bari International Film Festival.

## Écrits
- Una donna di Ragusa, Landi, 1957 puis Feltrinelli, Milano, 1976, il est publié en France avec pour titre Une Femme de Sicile, traduction de Fanchita Gonzalez-Batlle et introduction de Anna Libera, Maspero[5].
- Il carrubo ed altri racconti, Sellerio Editore, Palermo, 1993.
- Una donna libera, Sellerio Editore, Palermo, 2004.